# Laephotis angolensis
Laephotis angolensis — вид ссавців родини лиликових. 

## Проживання, поведінка
Країна поширення: Ангола, Демократична Республіка Конго. Населяє вологі савани. 